# Claines
Claines – wieś w Anglii, w hrabstwie Worcestershire. Leży 4 km na północ od miasta Worcester i 165 km na północny zachód od Londynu.